# Podział administracyjny Korei Południowej
Korea Południowa podzielona jest na 1 miasto specjalne (teukbyeolsi), 1 specjalne miasto autonomiczne (teukbyeoljachisi), 6 metropolii (gwangyeoksi) i 9 prowincji (do). Te jednostki administracyjne podzielone są na różne mniejsze części, wliczając w to: miasta (si), powiaty (gun), okręgi miejskie (gu), miasteczka (eup), dystrykty (myeon), sąsiedztwa (dong) oraz wsie (ri).

## Teukbyeolsi("miasto specjalne"; 특별시; 特別市)
Teukbyeolsi jest jedną z podstawowych jednostek administracyjnych kraju wraz z teukbyeoljachisi, gwangyeoksi oraz do. W Korei Południowej jest tylko jedno miasto specjalne Seul, który jest podzielony na dzielnice (gu).

## Teukbyeoljachisi("specjalne miasto autonomiczne"; 특별자치시; 特別自治市)
"Teukbyeoljachisi" jest jedną z podstawowych jednostek administracyjnych kraju wraz z Teukbyeolsi, Gwangyeoksi oraz Do. W Korei Południowej jest tylko jedno specjalne miasto autonomiczne Sedżong, powołane jako jednostka administracyjna w lipcu 2012 roku.

## Gwangyeoksi("metropolia"; 광역시; 廣域市)
Wraz z teukbyeolsi, teukbyeoljachisi oraz do są podstawowymi jednostkami administracyjnymi. W Korei Południowej znajduje się 6 metropolii: Pusan, Daegu, Incheon, Gwangju, Daejeon oraz Ulsan. Gwangju i Daejeon podzielone są na dzielnice (gu); pozostałe na dzielnice (gu) i osobne powiaty (gun).

## Do("prowincja"; 도; 道)
Do jest podstawową jednostką podziału kraju, wraz z teukbyeolsi, teukbyeoljachisi i gwangyeoksi. W Korei Południowej jest 9 prowincji: Chungcheong Północny i Południowy, Gangwon, Gyeonggi, Gyeongsang Północny i Południowy, Czedżu oraz Jeolla Północna i Południowa. Każda prowincja jest podzielona na miasta (si) i powiaty (gun).

## Si("miasto"; 시; 市)
Miasta mają populację większą niż 50 000 mieszkańców, w momencie kiedy powiat ("Gun") osiągnie tę liczbę staje się miastem. Miasta z liczbą ludności większą niż 500 000 (czyli Suwŏn, Cheongju, oraz Jeonju) podzielone są na dzielnice (gu); mniejsze miasta są podzielone na sąsiedztwa (dong).

## Gun("powiat"; 군; 郡)
Gun wraz z Si są częścią województwa, a także, wraz z Gu, metropolii (Pusan, Taegu, Incheon oraz Ulsan). Gun ma populację mniejszą niż 50 000 mieszkańców i mniejszą gęstość zaludnienia niż gu. Powiaty dzielą się na miasteczka (eup) i dystrykty (myeon).

## Gu("okręg miejski", "dzielnica"; 구; 區)
Gu jest jedyną jednostką administracyjna Seulu, miast metropolii Gwangju i Daejeon oraz miast Suwon, Cheongju i Jeonju i jedną z jednostek administracyjnych metropolii Pusan, Daegu, Incheon, i Ulsan. Władze gu mają podobne prawa i obowiązki jak władze miejskie w innych obszarach, jednakże w Suwon, Cheongju i Jeonju ta władza jest mniejsza niż w Seulu i metropoliach. Gu jest podzielone na sąsiedztwa (dong).

## Eup("miasteczko"; 읍; 邑)
Eup wraz z myeon i niektórymi miastami mniejszymi niż 500 000 ludności jest jednostką administracyjną powiatu (gun). Miasteczka podzielone są na wsie (ri).

## Myeon("dystrykt"; 면; 面)
Myeon wraz z eup i niektórymi miastami mniejszymi niż 500 000 ludności jest jednostką administracyjną powiatu (gun). Posiada mniejszą liczbę mieszkańców niż eup i reprezentuje wiejskie tereny powiatu czy miasta. Myeon podzielony jest na wsie (ri).

## Dong("osiedle", "sąsiedztwo"; 동; 洞)
Dong jest jedyną jednostką dzielnicy (gu) i miast (si), które nie są podzielone na dzielnice. Zazwyczaj ogranicza się do administracji kilku budynków miejskich. Niektóre duże "dong" podzielone są jeszcze na ga (가; 街), które nie są osobną jednostką samorządową, ale istnieją by ułatwić odnajdowanie adresów.

## Ri("wieś"; 리; 里)
Ri jest jedyną jednostką miasteczek (eup) i dystryktów (myeon). Jest najniższym poziomem w administracji państwowej.

## Hierarchia

### Transliteracja
- Teukbyeolsi
  - Gu
    - Dong
- Gwangyeoksi
  - Gu
    - Dong

  - Gun
    - Eup
      - Ri

    - Myeon
      - Ri
- Do
  - Si (z liczbą mieszkańców większą niż 500 000)
    - Gu
      - Dong

  - Si (liczba mieszkańców mniejsza niż 500 000)
    - Dong

  - Gun
    - Eup
      - Ri

    - Myeon
      - Ri

### Tłumaczenie
- Miasto specjalne
  - Okręg miejski / dzielnica
    - Sąsiedztwo
- Metropolia
  - Okręg miejski / dzielnica
    - Sąsiedztwo

  - Powiat
    - Miasteczko
      - Wieś

    - Dystrykt
      - Wieś
- Prowincja / województwo
  - Miasto (z liczbą mieszkańców większą niż 500 000)
    - Okręg miejski / dzielnica
      - Sąsiedztwo

  - Miasto (liczba mieszkańców mniejsza niż 500 000)
    - Sąsiedztwo

  - Powiat
    - Miasteczko
      - Wieś

    - Dystrykt
      - Wieś